# 경주 용명리 삼층석탑
경주 용명리 삼층석탑(慶州 龍明里 三層石塔)은 대한민국 경상북도 경주시 건천읍에 있는 통일신라의 삼층석탑이다. 1987년 3월 9일 대한민국의 보물 제908호로 지정되었다.

## 역사
용명리의 절터 주변은 민가가 여기저기 흩어져 있어, 절의 규모와 흔적을 찾아볼 수 없고, 과거에는 탑이름을 명장리삼층석탑이라 하였던 점으로 미루어 용명리사지탑이라는 이름 역시 확실하지 않다.
기단의 구성과 탑신을 받치는 괴임, 지붕돌 받침의 조각수법으로 보아 통일신라의 전성기인 8세기 중엽에 세워진 것으로 여겨진다. 
1943년 탑을 해체하여 수리할 당시 탑신부에서 청동불상 1구가 발견되었다.
2005년 4월 13일 경주시 건천읍 소재 건천초등학교 교정에 있던 동 석탑의 노반석을 원 위치에 복원하였다. 

## 형태
석탑의 형태는 2단의 기단(基壇)위에 3층의 탑신(塔身)을 세운 모습이다. 기단은 각 면의 네 모서리와 가운데에 기둥 모양을 본떠 새겼는데, 가운데에는 그 기둥이 2개씩이다. 탑신부는 몸돌과 지붕돌이 각각 한 돌씩이고, 각 몸돌마다 네 모서리에 기둥조각을 두었다.  지붕돌의 층급 받침은 5단을 형성하여 신라 전성기의 양식을 그대로 반영하였다. 지붕돌의 상부 몸돌 굄은 각형 2단이며 낙수면의 곡선이 강하다. 네 귀퉁이가 느리게 위로 들려 있다.

## 같이 보기
- 삼층석탑